# Ludwig zu Stolberg
Graf Ludwig zu Stolberg oder Ludwig von Stolberg-Königstein (* 12. Januar 1505 in Stolberg (Harz); † 1. September 1574 in Wertheim) war ein deutscher Regent.

## Leben
Ludwig zu Stolberg war der dritte Sohn des Grafen Botho zu Stolberg und dessen Ehefrau Anna geb. Gräfin von Eppstein-Königstein. Er wurde auf Schloss Stolberg geboren. Seine Geschwister waren u. a. Wolfgang zu Stolberg, die Quedlinburger Äbtissin Anna II. zu Stolberg, Heinrich zu Stolberg, Katharina von Henneberg, Albrecht Georg zu Stolberg und Dompropst Christoph zu Stolberg.
Als viertes Kind unter 12 Geschwistern wurde er ab dem neunten Lebensjahr durch seinen Onkel Eberhard IV. von Eppstein-Königstein in Königstein im Taunus erzogen. Ludwig studierte danach an der Universität Wittenberg, wo er bereits 1521 die Lehre Martin Luthers annahm. Die Verbreitung und Festigung der Reformation wurde fortan eine seiner Lebensaufgaben. Er wurde Rat des Kaisers Karl V. und blieb auch bei dessen Nachfolgern Ferdinand I. und Maximilian II. in diesem Amt. Häufig wurde er in das Ausland gesandt, so u. a. nach England zu Königin Elisabeth I. und an den spanischen Hof. Er wurde von seinem Onkel, Graf Eberhard IV. von Eppstein-Königstein, zu dessen Universalerben ernannt und amtierte ab 1527 als dessen Mitregent; Kaiser Karl V. erkannte 1528 das Testament an. Der Erbfall trat am 25. Mai 1535 ein. In seinem Herrschaftsgebiet führte er 1540 die Reformation ein und setzte lutherische Pastoren ein, beteiligte sich jedoch nicht am Schmalkaldischen Krieg.

## Familie
Verheiratet war er mit Walburga zu Wied († 1578), Tochter von Johann III. von Wied-Runkel († 1533) und Elisabeth von Nassau-Dillenburg (1488–1559).
Seine älteste Tochter Katharina heiratete den letzten Grafen von Wertheim, Michael III. Als 1556 das Adelsgeschlecht mit Michael III. von Wertheim ohne männlichen Nachfahren starb, gelangte Ludwig zu Stolberg in den Besitz der Grafschaft Wertheim mitsamt der Burg Wertheim sowie der Hälfte von Burg und Herrschaft Breuberg. Katharina heiratete 1566 den Grafen Philipp II. von Eberstein (1523–1589).
Ludwigs zweitälteste Tochter Elisabeth war mit dem Grafen Dietrich zu Manderscheid und Virneburg verheiratet. Nachdem dieser 1593 verstorben war, heiratete sie ein Jahr später den Freiherrn Wilhelm von Criechingen. Ludwigs einziger Sohn Botho wuchs am Hof des Herzogs von Bayern auf, lebte 1568 in Quedlinburg und starb bereits vor seinem Vater.
Die jüngste Tochter Anna zu Stolberg (* 13. April 1548; † 2. November 1599) heiratete am 2. September 1566 den Grafen Ludwig III. von Löwenstein-Wertheim (* 17. Februar 1530; † 13. März 1611).

## Das Erbe
Da Ludwig außer Botho keine männlichen Nachkommen hatte, fiel bei seinem Tod  die Grafschaft Königstein an seinen jüngsten Bruder Christoph zu Stolberg, Dompropst in Halberstadt. Seine Ehefrau Walburga erhielt Stadt, Amt und Kellerei Butzbach als Wittum. Nach dem Tod Christophs im Jahre 1581 annektierte Kurmainz das Amt Königstein; den Stolbergern blieben die Herrschaftsteile um Ortenberg und Gedern sowie Anteile an Butzbach und Münzenberg.
Ludwigs Schwiegersohn Ludwig III. von Löwenstein übernahm nach über 20 Jahren andauernden und sehr heftigen Auseinandersetzungen 1598 die Grafschaft Wertheim.